# Dave (rivier)
De Dave (Frans: Ruisseau de Dave, Marcottia of Ruiseau des Chevreuils) is een beek die loopt door de Belgische provincie Namen. Het beekje begint in Naninne, en na 4,2 kilometer mondt hij ter hoogte van het gelijknamige plaatsje Dave uit in de Maas.
Net als in het Frans heet de rivier de Dave in het Nederlands. De volledige naam ervan in het Frans is Ruisseau de Dave. Ook komen de namen Marcottia en Ruiseau des Chevreuils voor. De betekenis van de laatst opgenoemde naam luidt in het Nederlands als Reeënbeek.

## Verloop
De Dave begint haar 4,2 kilometer lange tracé bij het dorp Naninne. Vanuit dit bossige brongebied stroomt ze in de richting van het centrum van Naninne, maar kort na het bereiken ervan maakt ze een bocht richting het westen. Vanaf dit punt vormt het dal van de Dave als het ware een scheidingslijn tussen twee stuwwallen die samen een onderdeel vormen van de Ardennen. Het beekje stroomt ondertussen rustig verder, maar begint al snel de gelijknamige plaats Dave te bereiken. Hier stroomt ze veelal door de woonwijken van het dorp. Hier mondt ze, tegenover het Île de Dave (eiland van Dave) uit in de Maas. Dit eiland is naast een natuurgebied ook het grootste eiland van België.